# Hug
Hug – debiutancki singel południowokoreańskiej grupy TVXQ, wydany cyfrowo 14 stycznia 2004 roku przez SM Entertainment. Piosenka znalazła się na pierwszym albumie zespołu – Tri-Angle.
Hug nie był natychmiastowym hitem w Korei Południowej. Zadebiutował na 37 miejscu listy MIAK, sprzedając się w liczbie jedynie 4630 egzemplarzy w pierwszym miesiącu po premierze. Sprzedaż wzrosła w następnym miesiącu, a 28 marca 2004 roku TVXQ zdobyli swoją pierwszą nagrodę muzyczną, dzięki tytułowej piosence, w programie muzycznym Inkigayo. Sprzedał się w liczbie 174 824 egzemplarzy (stan na luty 2005 rok). Była to czternasta najlepiej sprzedająca się płyta w Południowej Korei w 2004 roku.
25 listopada 2004 roku, pod japońską nazwą zespołu, Tōhōshinki wydali singel HUG jako pamiątkowy singel z okazji ich przybycia do Japonii, z tekstami w języku angielskim. Został wydany wyłącznie w formacie CD+DVD, a DVD zawierało teledyski do utworu tytułowego (w wersji angielskiej i koreańskiej) oraz koreański teledysk do „The Way U Are”. Osiągnął 77 pozycję na liście singli Oricon, sprzedał się w nakładzie 3931 egzemplarzy.

## Lista utworów
Singel koreański
| CD | CD                                                                                            | CD                   | CD              | CD                             | CD      |
| Nr | Tytuł utworu                                                                                  | Tekst                | Kompozycja      | Aranżacja                      | Długość |
| -- | --------------------------------------------------------------------------------------------- | -------------------- | --------------- | ------------------------------ | ------- |
| 1. | „Hug”                                                                                         | Park Chang-hyun      | Park Chang-kyun | Park Chang-kyun, Yeom Chul-hee |         |
| 2. | „My Little Princess” (kor. My Little Princess (있잖아요...) My Little Princess (Itjanayo...)) | Go Young-jo          | Hwang Seong-je  | Hwang Seong-je                 |         |
| 3. | „Oh Holy Night” (feat. BoA)                                                                   | John Sullivan Dwight | Adolphe Adam    |                                |         |
| 4. | „My Little Princess” (Acappella Ver.)                                                         | Go Young-jo          | Hwang Seong-je  | Hwang Seong-je                 |         |
| 5. | „Hug” (Inst.)                                                                                 |                      | Park Chang-kyun | Park Chang-kyun, Yeom Chul-hee |         |
| 6. | „Hug” (TV-Mix Ver.)                                                                           |                      |                 |                                |         |

Singel japoński
| CD | CD                                           | CD      |
| Nr | Tytuł utworu                                 | Długość |
| -- | -------------------------------------------- | ------- |
| 1. | „HUG” (International Version)                |         |
| 2. | „HUG” (International Version – Radio Edit)   |         |
| 3. | „HUG” (International Version – Instrumental) |         |

## Notowania
Singel koreański
| Lista                                   | Najwyższa pozycja |
| --------------------------------------- | ----------------- |
| Recording Industry Association of Korea | 4 (Monthly Chart) |
| Recording Industry Association of Korea | 17 (Yearly Chart) |